# Apanteles rhipheus
Apanteles rhipheus är en stekelart som beskrevs av Nixon 1965. Apanteles rhipheus ingår i släktet Apanteles och familjen bracksteklar. Inga underarter finns listade i Catalogue of Life.